# Marcus Gheeraerts il Giovane
Marcus Gheeraerts il Giovane (Bruges, 1561 circa – Londra, 19 gennaio 1636) è stato un pittore fiammingo, noto soprattutto per la sua attività di ritrattista di Elisabetta I d'Inghilterra.

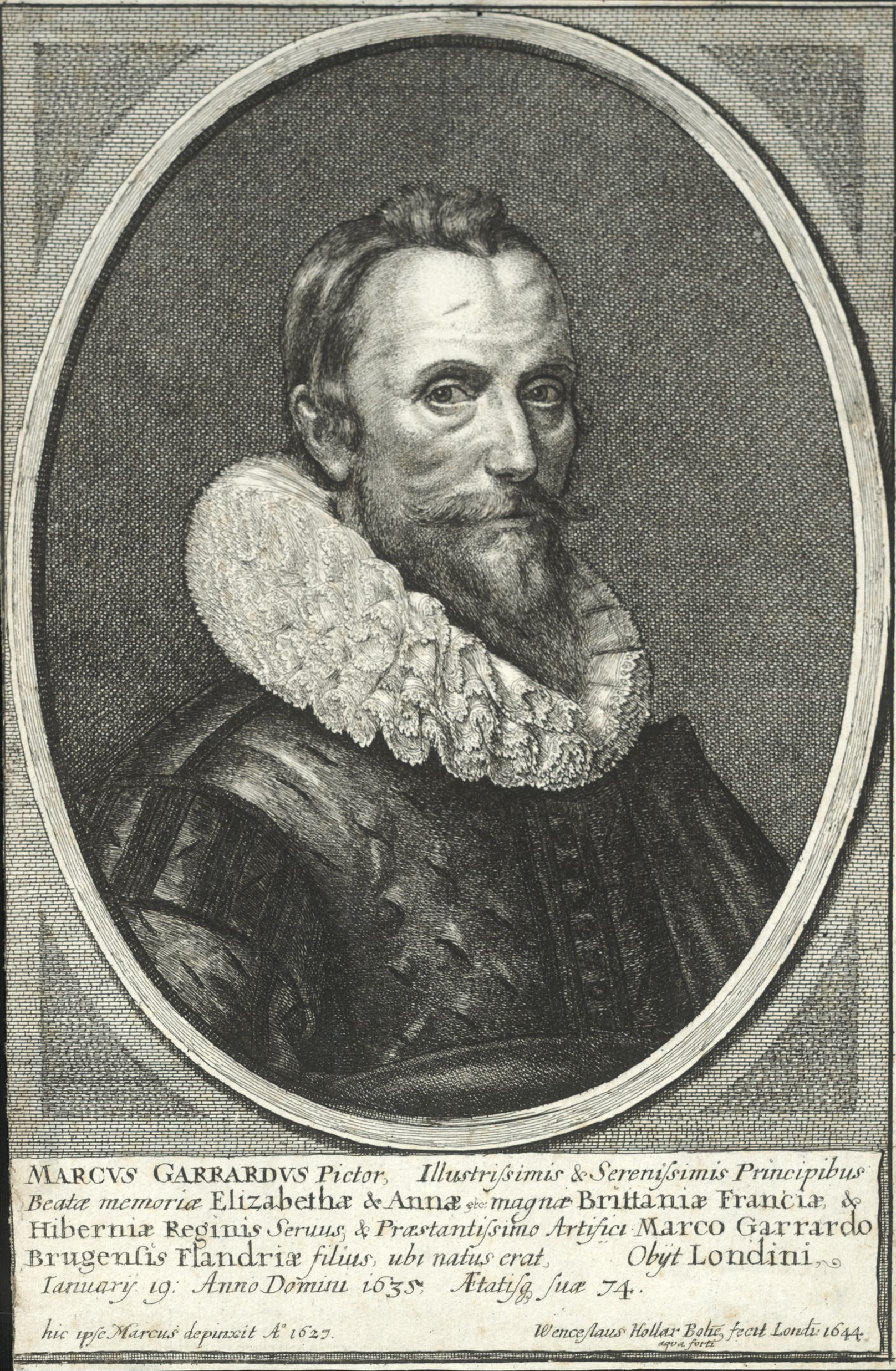
Marcus Gheeraerts il Giovane

Nacque a Bruges in una famiglia di artisti: il padre, Marcus Gheeraerts il Vecchio, era un pittore ed un realizzatore di stampe.

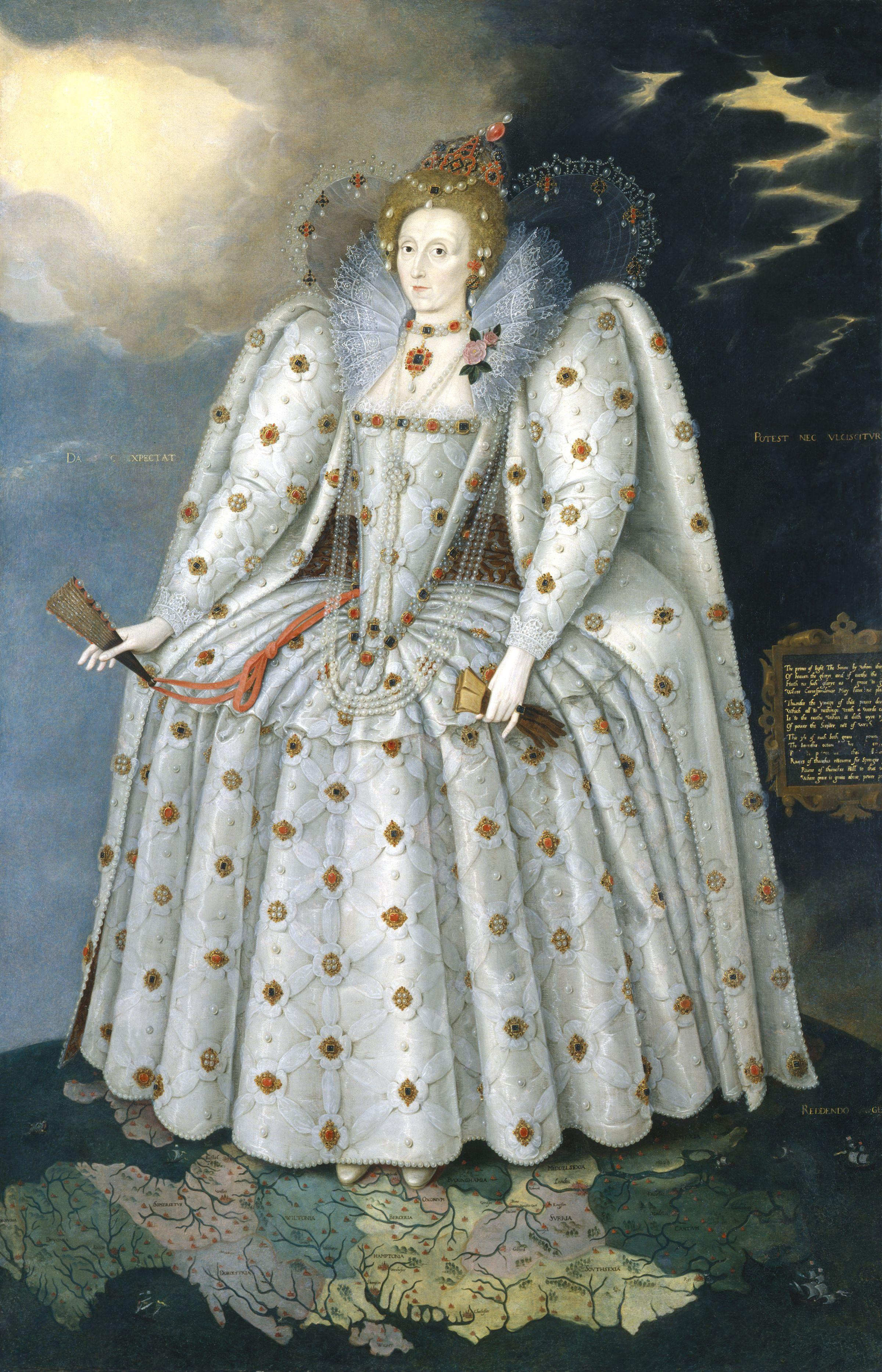
Elisabetta I

Venuto in contatto con artisti come Lucas de Heer e Sir Henry Lee, sposò nel 1590 la sorella del pittore John de Critz, dalla quale ebbe sei figli. Dopo essersi trasferito in Inghilterra, alla corte della regina Elisabetta I, servì il suo successore Giacomo I, divenendo il pittore favorito della nuova regina, Anna di Danimarca. Nel 1618 fu naturalizzato inglese. Fu membro autorevole della Worshipful Company of Painter-Stainers. Conobbe Daniel Mytens e Antoon van Dyck.